# Acacia truncata
Acacia truncata é uma espécie de leguminosa do gênero Acacia, pertencente à família Fabaceae.